# Аникино (Томская область)
Ани́кино — микрорайон в Кировском районе Томска. До 21 ноября 1961 года — пригородная деревня (предместье).

## География
С севера Аникино граничит с посёлком Басандайка, (также входящим в Кировский район Томска). В восточной части активным строительством дач сросся с деревнями Писарево и Просекино (Богашёвское сельское поселение Томского района). Через Аникино протекает река Басандайка.

## История
Название «Аникино» («деревня Аникина») происходит от наименования хутора первых казаков-поселенцев, которые примерно в конце XVII века вышли из То́мского остро́га для создания вокруг Томска хуторов, с целью производства продовольствия и фуража.
На рубеже XIX — XX веков Аникино, как и соседняя Басандайка, являлось одним из популярных мест дачного отдыха в пригороде Томска. Летом, за счёт приезда дачников из города, население деревни увеличивалось в несколько раз.
В 1895 году И. И. Колосов основал в Аникине суконную фабрику, которая вскоре сгорела.
21 ноября 1961 года Аникино включено в состав Томска.

## Природа
Природные окрестности посёлка в 2008 году внесены в список особо охраняемых природных территорий.

## Улицы и застройка
Одновременно с вхождением Аникина в состав Томска, 21 ноября 1961 года, в посёлке проведена нумерация домовладений и, в дополнение к существующей с 18 апреля 1949 года Басандайской улице (части проходящего через посёлок Коларовского тракта), выделены переулки:
- 1-й Аникинский;
- 2-й Аникинский;
- 3-й Аникинский;
- 4-й Аникинский;
- 5-й Аникинский.

В 1997 году к ним добавился 4-й Аникинский тупик, 13 марта 1998 года — 1-я Дачная и 2-я Дачная улицы, а 19 июля 1999 года — 6-й Аникинский переулок.

## Инфраструктура
- Ресторан «Кедр»[1];
- Средняя общеобразовательная школа № 52;
- Отделение Томского лесхоза;
- Отделение Почты России (индекс — 634016);
- Садовые участки (общество «Ветеран»);
- Басандайский лесопарк;
- Аникинский кедровник.

## Окрестности
Вокруг посёлка находится большое количество[уточнить] детских летних лагерей.
К югу от Аникина в 2010-х годах создан садово-дачный посёлок «Лесопитомник», в котором имеются собственные улицы: Тогучинская, Пушкина, Лесовода Морозова, Минина и Пожарского.
Недалеко от Аникина река Басандайка впадает в Томь, с которой летом к посёлку могут подойти маломерные суда и катера. Вне паводкового периода река Басандайка практически непроходима даже для лодок и байдарок.